# Parafia Opatrzności Bożej w Cieszynie
Parafia pw. Opatrzności Bożej – parafia rzymskokatolicka znajdująca się w Cieszynie, w dzielnicy Pastwiska. Należy do dekanatu Cieszyn diecezji bielsko-żywieckiej. Jest prowadzona przez księży diecezjalnych. W 2005 w granicach parafii zamieszkiwało ponad 1800 katolików.
Kaplicę cmentarną i obecny kościół parafialny pw. Opatrzności Bożej przy rogu ulic Kościelnej i Ładnej wzniesiono w Pastwiskach w 1906, należąca do parafii św. Marii Magdaleny w Cieszynie. W 1961 założono tu samodzielną stację duszpasterską, podniesionej do samodzielnej parafii 29 stycznia 1978, ok. 5 lat po włączeniu miejscowości w granice miasta. W latach 1985–1994  w Kalembicach wybudowano kościół filialny pw. Miłosierdzia Bożego.

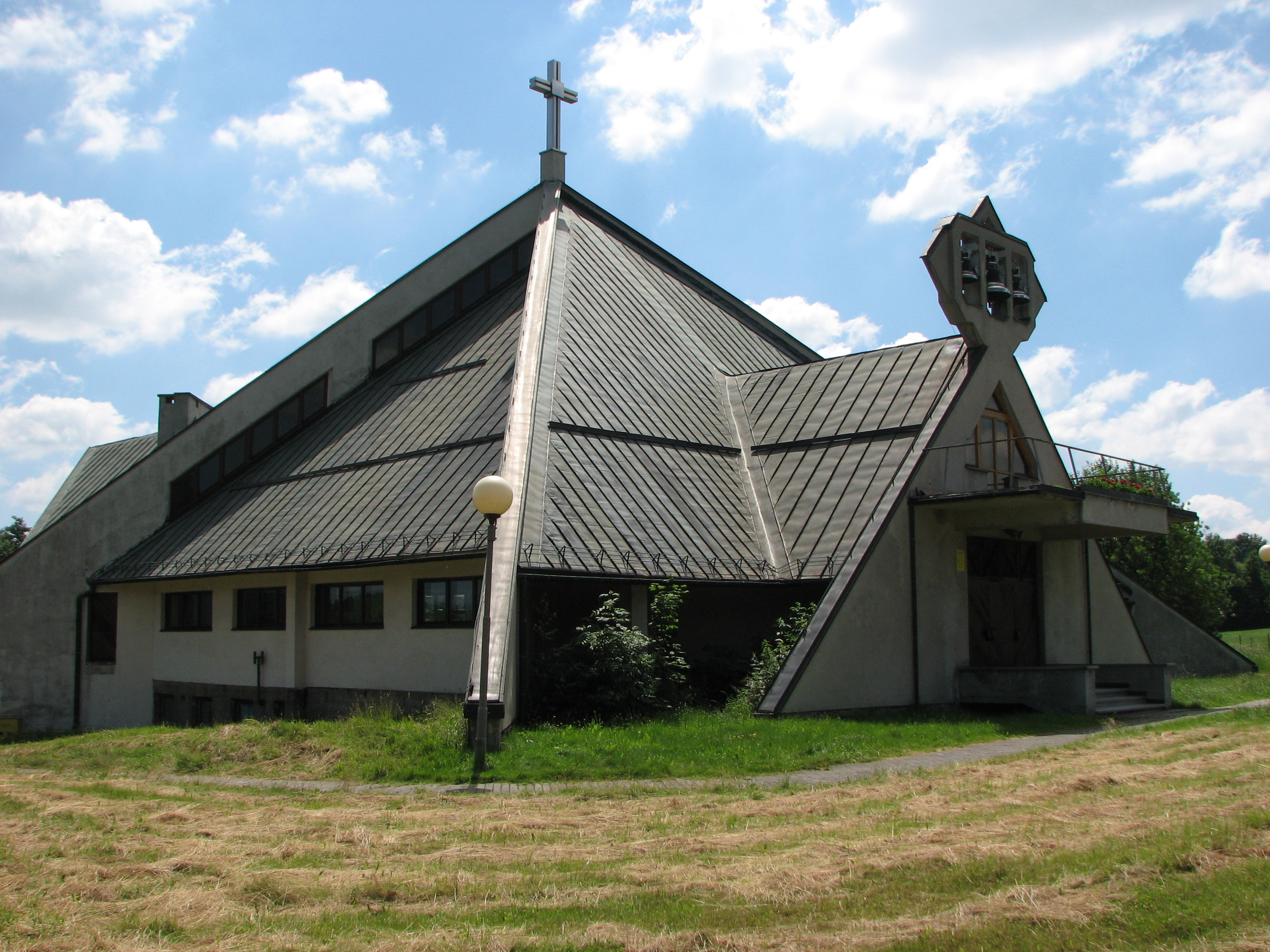
Kościół filialny pw. Miłosierdzia Bożego